# John Laird, Baron Laird

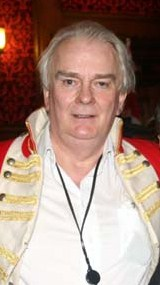
John Laird, Baron Laird

John Dunn Laird, Baron Laird (* 23. April 1944; † 10. Juli 2018) war ein britischer Unternehmer, Hochschullehrer und Politiker der Ulster Unionist Party (UUP), der seit 1999 als Life Peer Mitglied des House of Lords war.

## Leben
Nach dem Schulbesuch war Laird zunächst von 1963 bis 1967 Angestellter der Belfast Saving Bank und anschließend Bankinspektor, ehe er von 1968 bis 1973 als Computerprogrammierer arbeitete.
1970 wurde er als Kandidat der Ulster Unionist Party erstmals in das Unterhaus Nordirlands gewählt und vertrat in diesem bis zu dessen Auflösung 1973 den Wahlkreis Belfast-St Anne’s Division. Danach war er von 1973 bis 1975 Mitglied der Nordirischen Versammlung (Northern Ireland Assembly) als Vertreter des Wahlkreises West Belfast. Zugleich fungierte er zwischen 1974 und 1976 als Schatzmeister der UUP und war außerdem von 1975 bis 1976 Mitglied der Verfassunggebenden Versammlung Nordirlands.
1976 gründete er mit John Laird Public Relations ein eigenes Unternehmen und blieb bis 2001 dessen Vorsitzender. Daneben fungierte Laird, der 1991 Fellow des Chartered Institute of Public Relations wurde, zwischen 1989 und 1992 als Vorsitzender der nordirischen Zweigstelle des Instituts für Öffentlichkeitsarbeit und war ferner seit 1993 Gastprofessor für Öffentlichkeitsarbeit der University of Ulster.
Durch ein Letters Patent vom 16. Juli 1999 wurde Laird als Life Peer mit dem Titel Baron Laird, of Artigarvan in the County of Tyrone in den Adelsstand erhoben. Kurz darauf erfolgte seine Einführung (Introduction) als Mitglied des House of Lords. Im Oberhaus gehörte er zur Fraktion der UUP.
In der Folgezeit war Lord Laird zwischen 1999 und 2004 Vorsitzender der für die Förderung der Ulster-Scots-Sprache zuständigen Ulster-Scots Agency und war seit 2009 auch Vorsitzender des Beirates der Europäischen Gesellschaft für Aserbaidschan. 2011 wurde er für sein Lebenswerk mit dem Lifetime Achievement Award des Chartered Institute of Public Relations ausgezeichnet.
Am 2. Juni 2013 veröffentlichte die Sunday Times einen Artikel, in dem sie Lord Laird sowie Lord Cunningham und Lord Mackenzie of Framwellgate beschuldigte, in die sogenannten Cash for access-Affaire verwickelt zu sein. Er soll angeboten haben, Kontakte zu weiteren Mitgliedern des Parlaments herzustellen. Gleichzeitig wurde er vom Daily Telegraph beschuldigt, für die Zahlung von 2000 £ pro Monat für eine Firma aus Fidschi im Parlament mit Fragen tätig geworden zu sein. Gegenüber der BBC bestritt Lord Laird, die Regeln des Parlaments gebrochen zu haben oder zugestimmt zu haben, Geld für die gezielte Parlamentsarbeit anzunehmen.

## Veröffentlichungen
- Videos Trolleybus Days in Belfast (1992)
- Swansong of Steam in Ulster (1993)
- Waterloo Sunset (1994)
- Rails on the Isle of Wight (1994)
- The Twilight of Steam in Ulster (1994)
- A Struggle to Be Heard - by a True Ulster Liberal (2010)